# Sloanea tomentosa
Sloanea tomentosa là một loài thực vật thuộc họ Elaeocarpaceae. Loài này có ở Bhutan, Trung Quốc, Ấn Độ, Myanmar, Nepal, và Thái Lan.